# The Switch Tower
The Switch Tower er en amerikansk stumfilm fra 1913 af Anthony O'Sullivan.

## Medvirkende
- Henry B. Walthall
- Claire McDowell
- Marion Emmons
- Lionel Barrymore
- Charles West